# Cardinal à épaulettes
Parkerthraustes humeralis
Espèce
Statut de conservation UICN

 LC  : Préoccupation mineure
Le Cardinal à épaulettes (Parkerthraustes humeralis) est une espèce de la famille des Cardinalidae.

## Systématique
Le nom scientifique complet (avec auteur) de ce taxon est Parkerthraustes humeralis (Lawrence, 1867).
L'espèce a été initialement classée dans le genre Pytilus sous le protonyme Pytilus humeralis Lawrence, 1867.
Ce taxon porte en français le nom vernaculaire ou normalisé suivant : Cardinal à épaulettes.
Parkerthraustes humeralis a pour synonymes :
- Caryothraustes humeralis (Lawrence, 1867)
- Pytilus humeralis Lawrence, 1867